# Црква Свете Тројице у Ображди
Црква Свете Тројице налази се на узвишеној заравни, североисточно од Ображде и представља непокретно културно добро као споменик културе. Посвећена је Светој Тројици.
Саграђена је на темељима старијег храма на шта указују базе античких стубова, а освећена је 18. маја 1885. године, у време епископа нишког Димитрија. Једна од ових база античких стубова видљива је десно од улаза у порту. Улаз у порту обликован је ручно у једном комаду пешчара. У порти је већа група камених споменика са именима војника изгинулих у Балканском и Првом светском рату. Камени стуб обједињује цркву и високи звоник у облику куле са калотом саграђен 1927. године.
Црква је скромна једнобродна грађевина са полукружном апсидом на истоку. Зидана је од притесаног камена, омалтерисана и окречена у бело. Засведена је полуобличастим сводом који чини дрвена сводна конструкција препокривена кровом на две воде. На западу је полукружни улазни отвор надвишен већом допојасном нишом изнад које је мања ниша са мермерном плочом и натписом о изградњи цркве.
Има једноставно декорисан иконостас у духу народне уметности са благо тордираним стубићима. Иконостасу припадају две престоне иконе св. Михаило и св. Богородица са Христом које су рађене темпером на дрвету у другој половини 20. века.